# NGC 5692
NGC 5692 (również PGC 52317 lub UGC 9427) – galaktyka spiralna (S?), znajdująca się w gwiazdozbiorze Panny. Odkrył ją Édouard Jean-Marie Stephan 13 maja 1883 roku.